# 八カ国連合軍
| 八カ国連合軍の戦力 公使館救助作戦 八カ国連合軍（1900年） 左から: 英、米、英領豪、英領印、独、仏、墺洪、伊、日 |           |           |           |
| 国 | 軍艦 (隻) | 海軍 (人) | 陸軍 (人) |
| 大日本帝国 | 18        | 540       | 20,300    |
| ロシア帝国 | 10        | 750       | 12,400    |
| イギリス帝国                                                                                                  | 8         | 2,020     | 10,000    |
| フランス共和国                                                                                                | 5         | 390       | 3,130     |
| アメリカ合衆国                                                                                                | 2         | 295       | 3,125     |
| ドイツ帝国 | 5         | 600       | 300       |
| オーストリア＝ハンガリー帝国                                                                                  | 4         | 296       | 0         |
| イタリア王国                                                                                                  | 2         | 80        | 0         |
| 総計 | 54        | 4,971     | 49,255    |

八カ国連合軍（はっかこくれんごうぐん、中国語: 八国联军; 拼音: Bāguó Liánjūn、英語: Eight-Nation Alliance）は、オーストリア＝ハンガリー帝国、フランス、ドイツ、イタリア、日本、ロシア、イギリスとアメリカ合衆国による連合軍であり、義和団の乱中の清朝に干渉し、1900年（明治33年）の夏に北京の外交公使館の包囲を解いた。

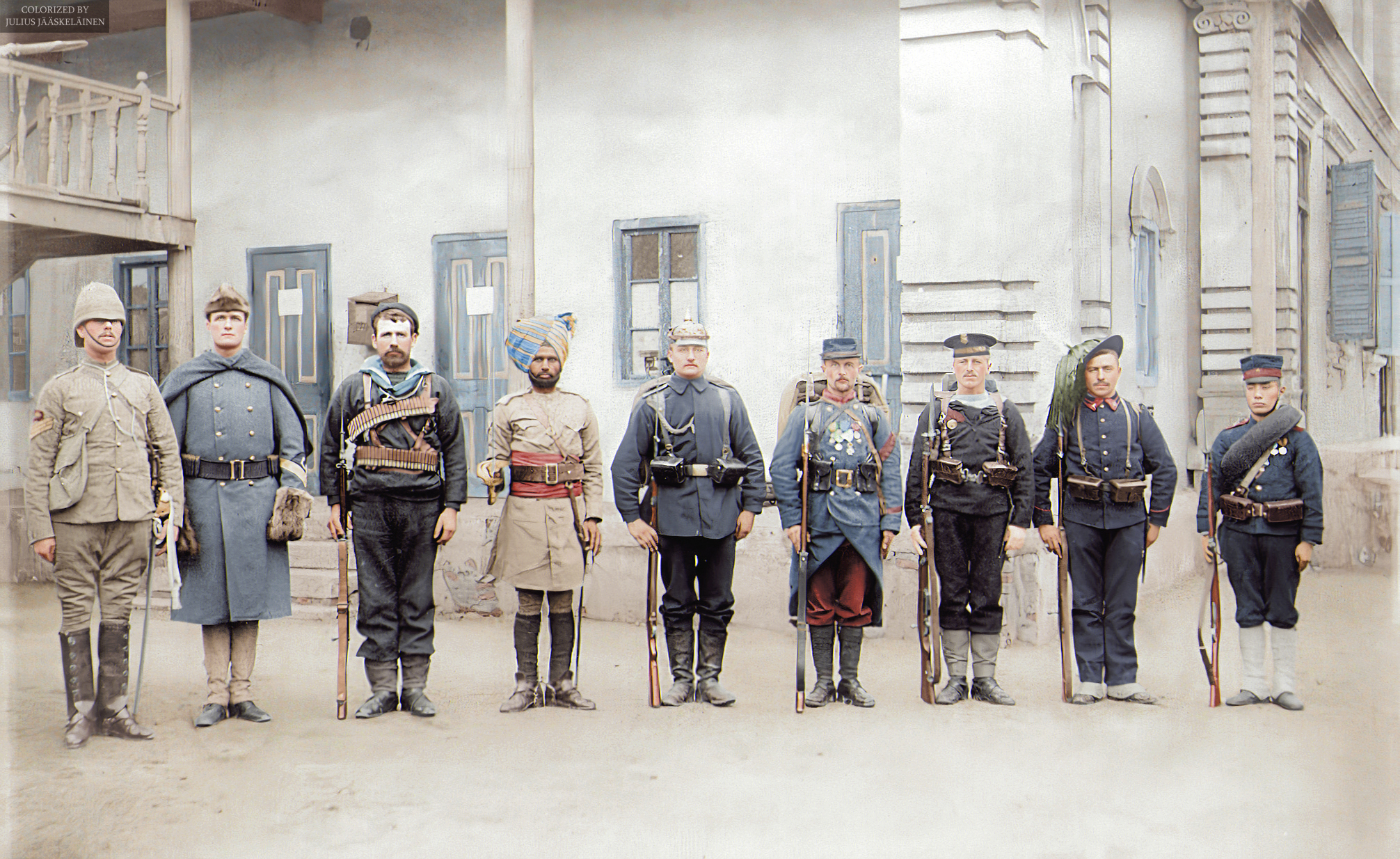
カラー化された八カ国連合軍の写真（1900年）

## 背景と主な出来事

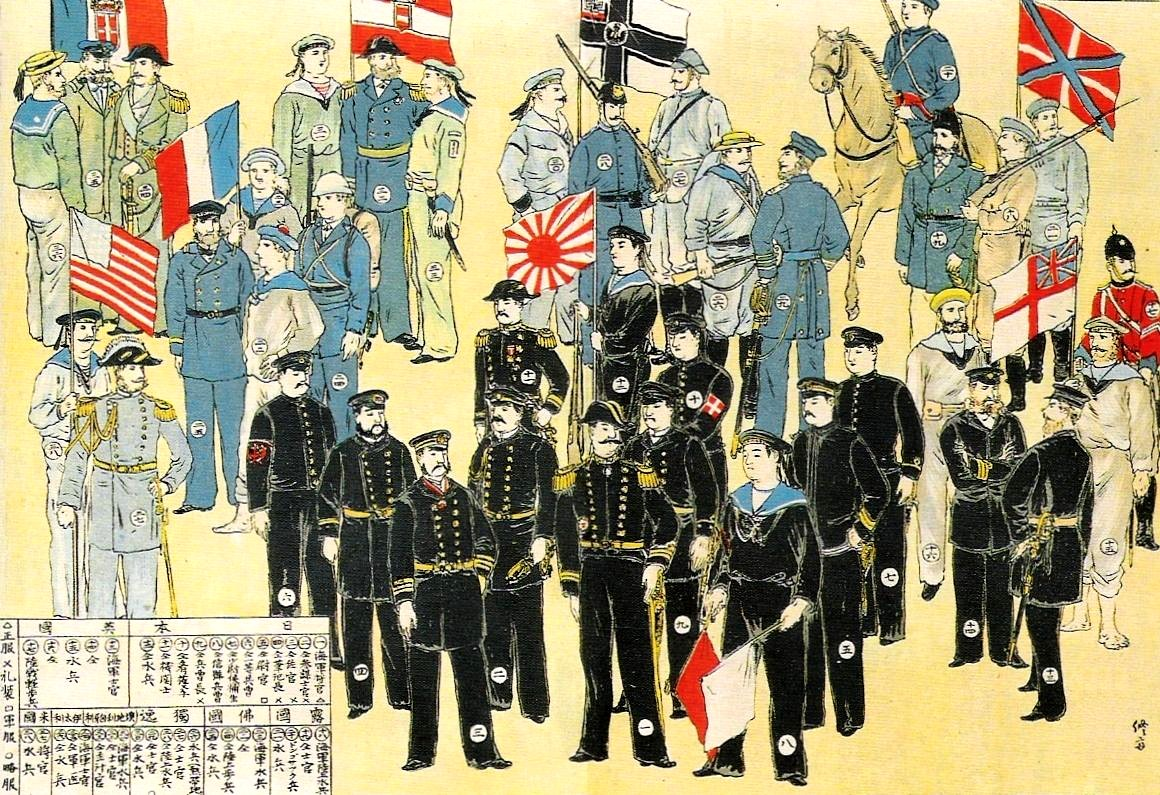
義和団の乱時の軍事大国とその軍艦旗。左から右へ、 イタリア、 アメリカ合衆国、 フランス、、 大日本帝国海軍、、、ロシア帝国海軍（1900年、日本）。

義和団は農民の運動であり、1899年と1900年に中国北部で外国人宣教師、国民、中国人キリスト教徒を攻撃し、殺害した。清国政府と皇帝軍は義和団を支持し、満州の栄禄将軍の元で北京の公使館の区画に避難していた海外の外交官と一般市民を包囲した。
公使館の区画を解放する当初の試みが失敗した後、1900年8月に連合軍は天津から北京へ行進し、いくつかの戦闘で皇帝軍の武威部隊を破り、義和団の乱と包囲を終了させた。
連合軍の隊員は北京を占領し、略奪し始めた。連合軍は様々な国からの約45,000人の軍隊で構成された。軍事行動の最後に、清政府は1901年に北京議定書に調印した。

### 海外大使館と北大聖堂への包囲攻撃

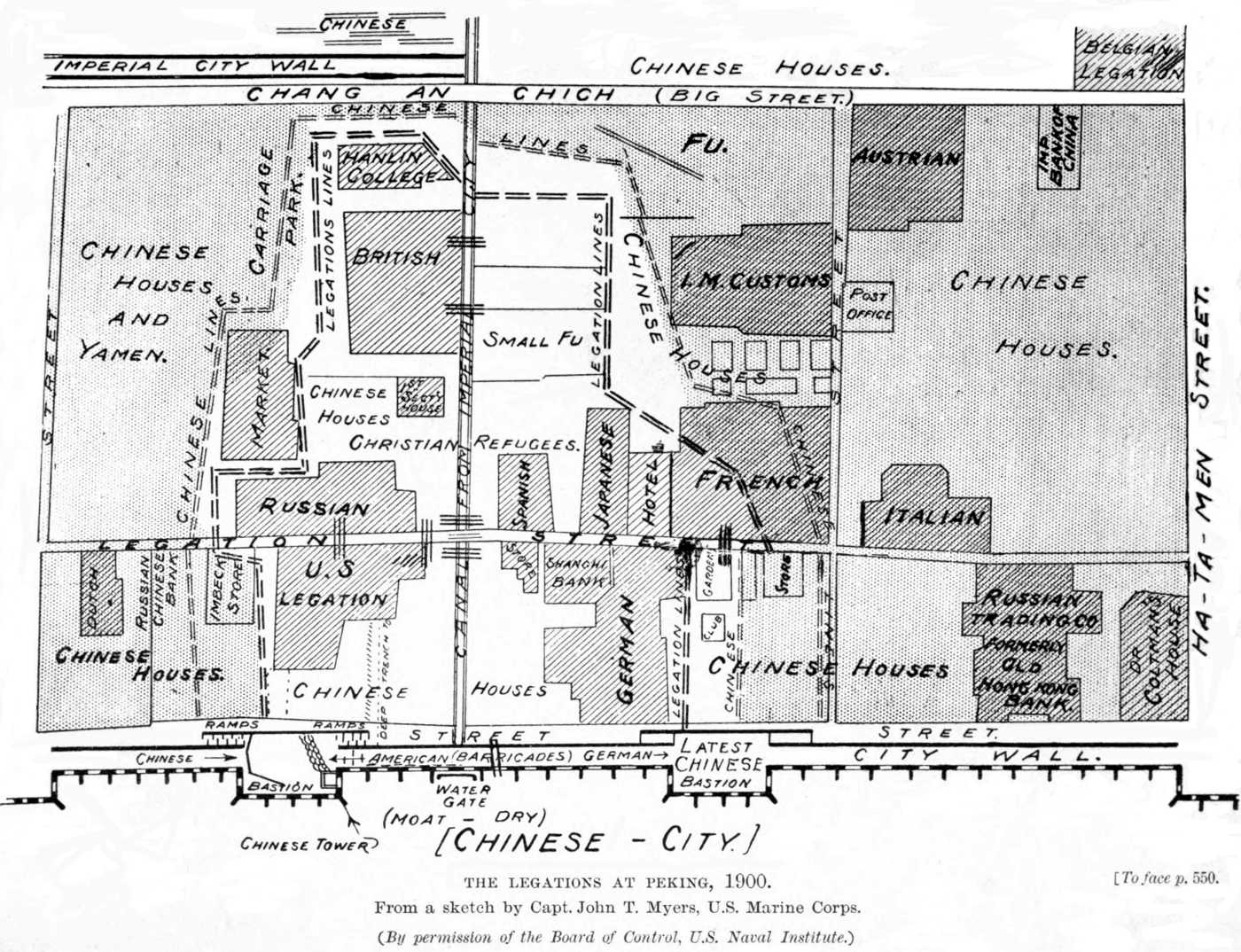
包囲下の北京にある外交公使館と最前線の場所。

北京の公使館区域は中国軍の武威部隊といくらかの義和団員によって6月20日から8月14日までの55日間包囲されていた。合計473人の外国人民間人、8カ国からの409人の兵士、約3000人の中国人キリスト教徒は公使館の区画に避難した。イギリス大使クロード・マクドナルド、北京公使館付武官柴五郎の指揮で、公使館の職員と警備員は小型の武器と、中国人キリスト教徒によって地中から発掘されて連合軍に渡された一つの古い前装砲で敷地内を防衛した。この前装砲は砲身はイギリス製、砲架はイタリア製、砲弾はロシア製、砲手はアメリカ軍だったため国際砲とあだ名された。
また、北京では北大聖堂とカトリック教会の西什庫教堂も包囲されていた。西什庫教堂は43人のフランスとイタリアの兵士、33人の外国人神父と修道女、そして約3,200人の中国人キリスト教徒によって防衛されていた。彼らは食糧不足に悩まされ、また中国側が敷地下までトンネルを掘って地雷を爆発させたため多くの犠牲者を出した。

## 参加国

### オーストリア＝ハンガリー帝国
オーストリア＝ハンガリー帝国は義和団の乱のはじめ、ロシアの租借地である旅順口区に一隻の巡洋艦ツェンタを停泊していた。義和団の乱においてオーストリア＝ハンガリーが派遣した軍は、このツェンタからの水兵だけだった。いくつかの分遣隊は包囲下の公使館の防衛に関与し、一方別の分遣隊は救助に関与した 。6月には、オーストリア＝ハンガリー帝国は義和団軍に抵抗して天津鉄道を防衛し、北京の通州区の近くにある海河のいくつかの武装したジャンク船に砲撃した。分遣隊は天津への進路を見渡すことのできる大沽砲台の占領とイギリスのロジャー・キーズ船長による中国の海龍級駆逐艦4隻の拿捕にも参加した。
オーストリア＝ハンガリー帝国海軍は巡洋艦カイゼリン・ウント・ケーニギン・マリア・テレジア、カイゼリン・エリザベート、アスペルンと海兵隊の一団も清国へ送った。しかしながら到着が遅すぎたために、9月に到着する頃にはほとんどの戦闘は終了し、公使館も解放されていた。ツェンタと共に行動していた巡洋艦は清国のいくつかの砦への砲撃と占領に関与した。オーストリア＝ハンガリー帝国は義和団の乱中の犠牲者が諸外国の中で最小であった。義和団の乱後、オーストリア＝ハンガリーの巡洋艦は恒常的に清国沿岸に維持され、海兵隊の分遣隊は北京のオーストリア＝ハンガリー大使館に配置された。1959年のミュージカル『サウンド・オブ・ミュージック』で有名なゲオルク・フォン・トラップ中尉は、義和団の乱中、巡洋艦カイゼリン・ウント・ケーニギン・マリア・テレジア上での勇敢さに対して勲章を授与された。

### イギリス帝国
イギリス軍は連合軍の中で三番目の規模であったが、大部分はインドからであり、海軍旅団、王立砲兵第12中隊、香港シンガポール砲兵隊、王立ウェールズ・フュージリア連隊第2歩兵大隊、ベンガル第1槍騎連隊、ラージプート第7歩兵連隊、パンジャーブ第24歩兵連隊、シク第1歩兵連隊、香港連隊、中国第1連隊、王立工兵隊と他の支援人員から構成されていた。

#### オーストラリア植民地
オーストラリア植民地のいくつかはイギリスの分遣隊を支えるために海軍と陸軍の分遣隊を送った。南オーストラリア州の海軍全て、砲艦MASプロテクターを派遣した。オーストラリアは公式には八カ国連合軍には参加していなかったが、八カ国連合軍に物資や部隊を供給した。

#### インド
イギリスは10,000人の軍隊を提供したが、大部分はバルーチ族、シク教徒、グルカ、ラージプート、パンジャーブからなるインド軍であった。

### ドイツ帝国

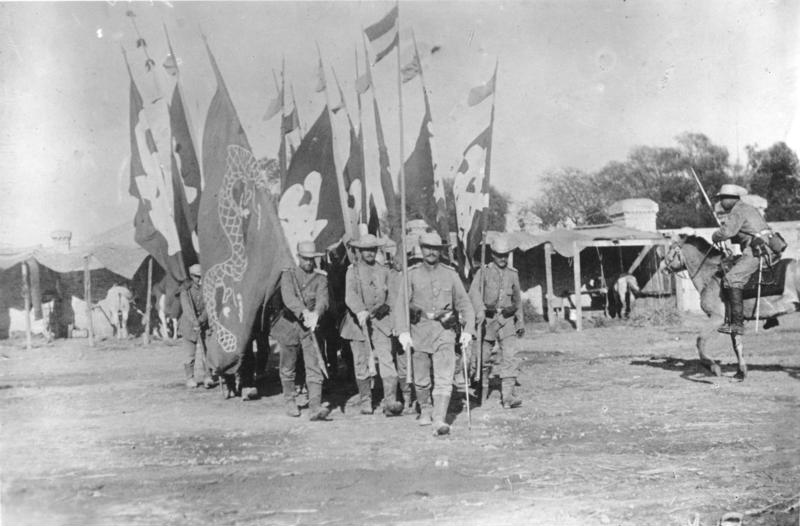
義和団から鹵獲した旗を披露するドイツ東アジア第一歩兵連隊の将兵

ドイツ人宣教師が1897年11月に殺害された。その報復に、ドイツは海軍の根拠地と商業用の港として利用するために膠州と青島を攻め落とした。青島を含む膠州湾租借地はドイツ帝国海軍によって統治され、占領された。駐屯軍は海軍砲兵中隊と海軍第三歩兵大隊で構成されていた。

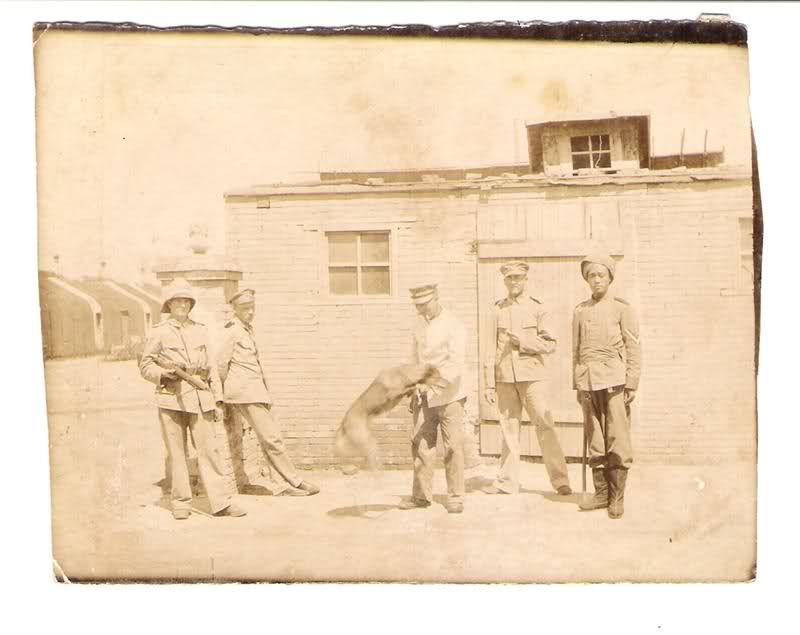
義和団の乱中の青島のドイツ人将校

義和団の乱が勃発したとき、第三海兵大隊はドイツの利益を守るために小団を青島から北京と天津に派遣し、一方大部分は青島に対する攻撃を防ぐために後方に残ったままだった。北京の公使館の包囲は、すぐにドイツと他のヨーロッパの軍隊により多くの軍勢を清国に派遣する必要があると確信させた。ドイツから最初に到着した軍隊は第一および第二海兵大隊であり、すぐに東アジア遠征軍も続いた。
しかし多くのドイツ軍は到着が遅れて治安維持しか役目を果たせず、1901年に帰還した。

### フランス

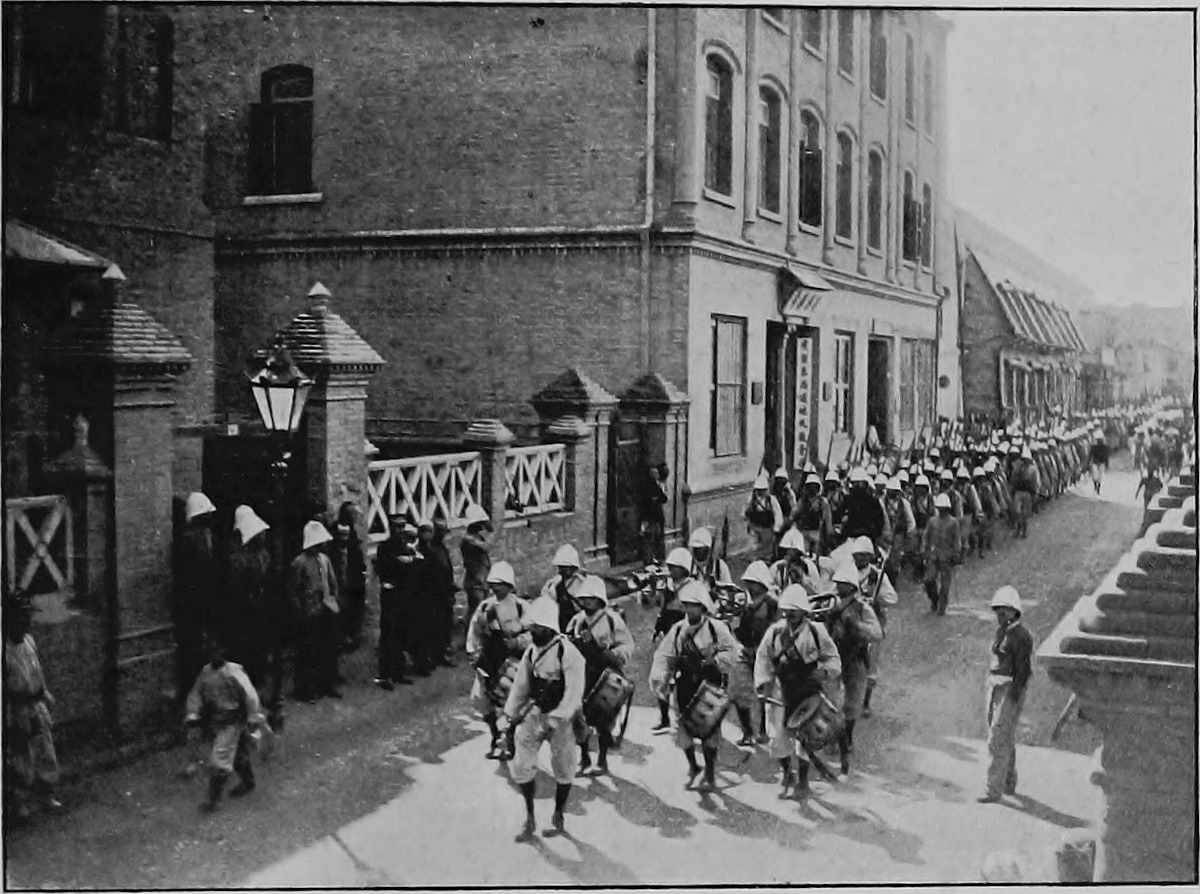
天津フランス租界を行進するフランス軍植民地歩兵。

インドシナのフランス軍はフランス領インドシナから派遣された。

### イタリア王国
イタリア軍は当初は軍艦からの水兵で構成されていたが、後にイタリアから将校83人、軍隊1,882人、馬178頭を含むより大きな分遣隊が派遣された。

### 大日本帝国

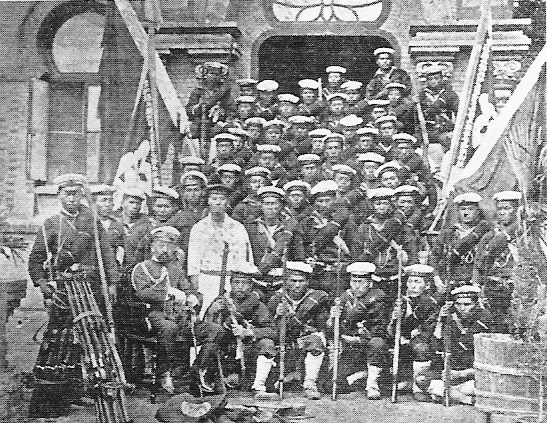
イギリス人司令官エドワード・ホバート・シーモア指揮下の日本海軍陸戦隊。

日本は20,840人の軍隊だけでなく18隻の軍艦を含む連合軍の中で最大の軍隊の分遣隊を派遣した。全体のうち20,300人は山口素臣中将指揮下の第五歩兵師団で、残りの540人は海軍の海軍陸戦隊であった。

### ロシア帝国

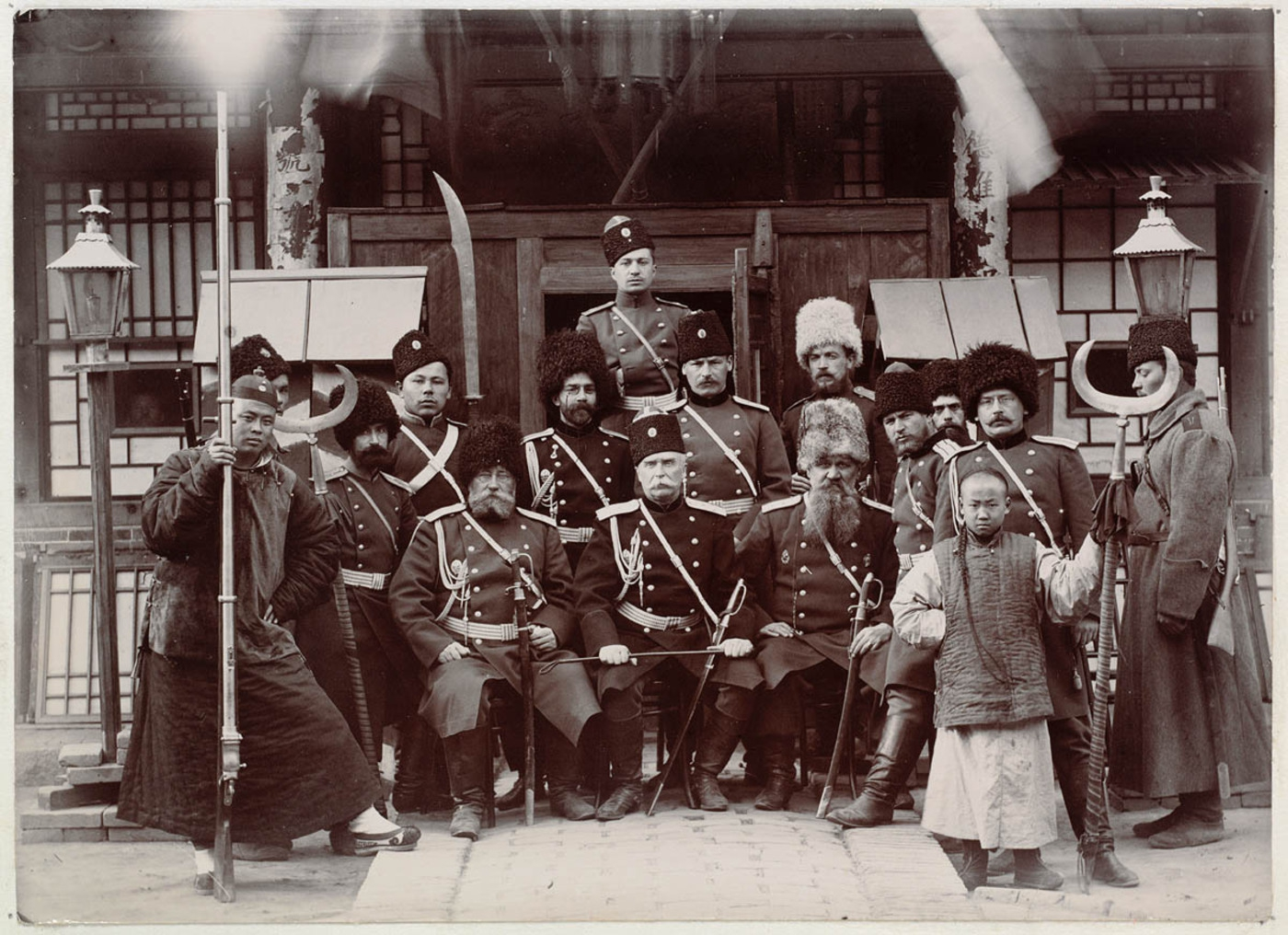
義和団の乱中のロシア軍

ロシアは主に旅順口区とウラジオストク港からの守備隊から構成された軍隊12,400人からなる日本に次いで二番目の規模の軍隊を派遣した。

### アメリカ合衆国

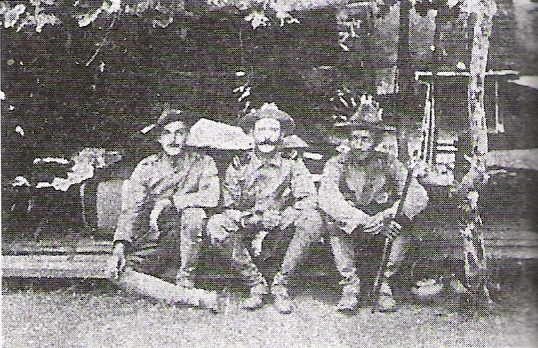
義和団の乱中のアメリカ兵

アメリカでは、義和団の乱の鎮圧が「中国救援遠征軍」として知られていた。アメリカは、主に1898年のフィリピン併合以来フィリピンにアメリカ軍が配置されていたため、義和団の乱鎮圧において大きな役割を果たすことができた。包囲下の外国軍の中には、USSオレゴンとUSSニューアークからのアメリカ人海兵隊員と水兵56人がいた。主な配置されたアメリカ軍の構成は、アドナ・チャフィー指揮下の第9歩兵連隊、第14歩兵連隊、第6騎兵隊、第5歩兵隊、海軍歩兵大隊であった。

## 影響

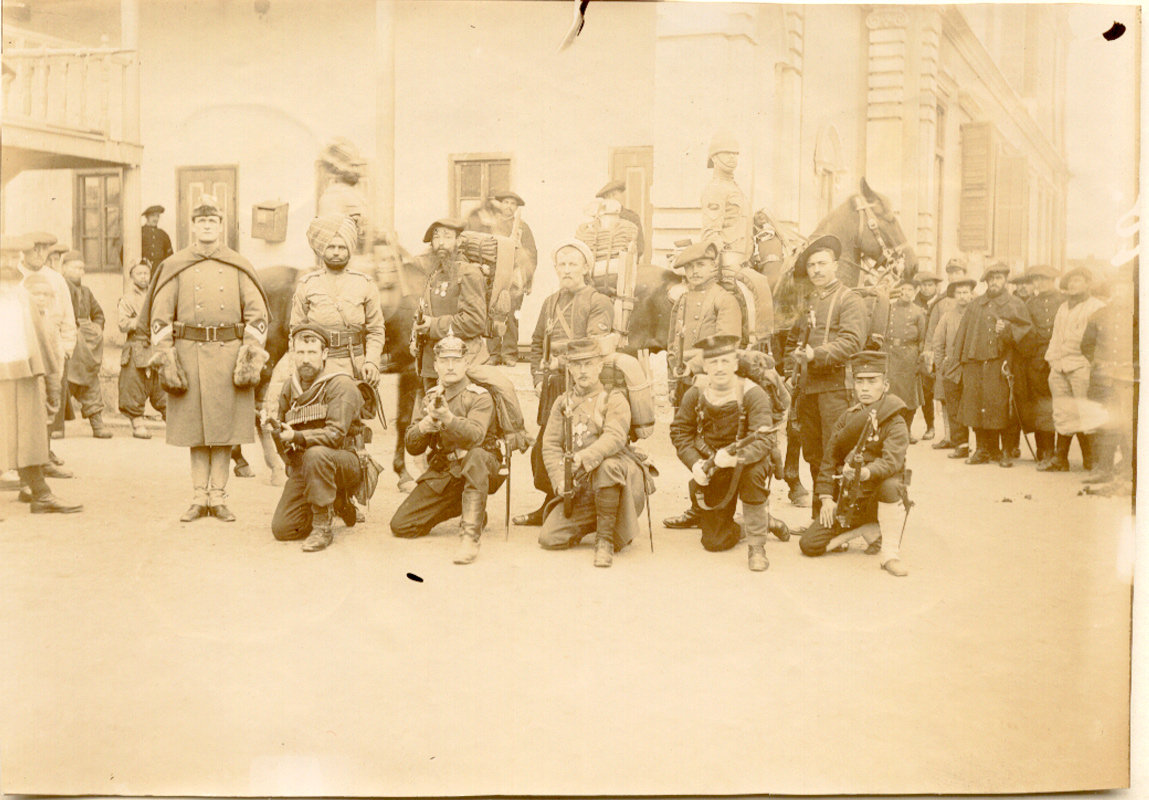
八カ国連合軍の兵士およびヨーロッパの補充兵。

前述の八カ国の軍隊は1900年8月14日に北京を侵略して紫禁城も占領した。西太后と皇帝と政府高官らは紫禁城から西安へ逃亡し、李鴻章を連合軍との和平交渉に派遣した。
研究論文でケネス・クラークは「北京獲得の後、連合軍は首都から略奪し、彼らがヨーロッパへ帰る途中で発見した多くの中国の遺産と共に紫禁城を略奪さえした。」と述べている。

## 残虐行為

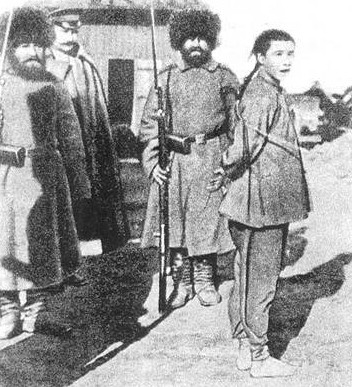
ロシア人に拉致された中国人

数えきれないほどの義和団だと疑われた人々が義和団の乱の最中やその後に斬首された。この出来事は短編映画の主題になった。
アメリカの海兵隊員は、ドイツ兵とロシア兵が女性を強姦したあとで彼女たちを銃剣で突いて殺害するのを見たと記していた。
北京では、ピエール・マリー・アルフォンス・ファビエ＝デュペロン司教が、カトリック教徒が生き残るために必要最低限の生活必需品と50両以下の銀の強奪を8月18日から26日まで許可する告示をしたと言われていたが、本人はそのような告示は出していないと否定した。
一方の義和団も残虐行為を行っていた。多くのキリスト教徒が義和団の乱の前に殺害された。義和団の乱の前や最中に殺害された正教徒の集団は中国の聖なる殉教者としてこの日に記念されている。